# Los muertos andan
The Walking Dead (titulada en español Los muertos andan) es una película del año 1936, dirigida por Michael Curtiz y protagonizada por Boris Karloff, Ricardo Cortez, Edmund Gwenn y Marguerite Churchill. La película tiene un guion de Ewart Adamson basado en una historia también realizada por él. La producción corrió a cargo de la compañía Warner Bros.

## Argumento
Trata sobre John Ellman, un hombre acusado falsamente de asesinato y ejecutado en la silla eléctrica. Testigos de su inocencia recuperan el cuerpo y consiguen devolverlo a la vida mediante una innovadora técnica. Tras su regreso de la muerte, Ellman planeará vengarse de aquellos que provocaron su ejecución.